# Oláh Attila (pszichológus)
Oláh Attila (Miskolc, 1949. október 11. –) magyar pszichológus, az Eötvös Loránd Tudományegyetem Pedagógiai és Pszichológiai Karának (ELTE-PPK) egyetemi tanára. A Magyar Pszichológiai Társaság elnöke (2008 – 2016).

## Kutatási területei
A megküzdés személyiségtényezői, a pszichológiai immunrendszer. A pozitív személyiség vonások. A flow-élmény pszichofiziológiai markerei. Az érzelmi intelligencia pszichometriája.

## Életpályája
Felsőfokú tanulmányokat 1968 és 1973 között az ELTE Bölcsészettudományi Kar pszichológia-biológia szakán folytatott, klinikai pszichológusként szerzett diplomát 1973-ban. Az egyetem befejezése után az ELTE BTK Általános Pszichológiai Tanszékére került mint tudományos továbbképzési ösztöndíjas, 1973-tól a mai napig az ELTE tanára, kutatója, tudományszervezője.
1975-ben bölcsészettudományi doktorrá avatták az ELTE-n, Konformizmus és személyiség c. disszertációja summa cum laude minősítést nyert. 1975-ben kinevezték tanársegédnek, ebben a beosztásban oktatási feladatain túl új tárgyak koncepcióját (motiváció gyakorlat, személyiségdiagnosztikai gyakorlat, projektív tesztek alkalmazása, pszichometria) és tematikáját készítette el, a pszichometria tárgynak a bevezetése a magyar pszichológus képzésbe Oláh Attila nevéhez fűződik.
1979-ben az újonnan alakult Személyiség és Klinikai Pszichológiai Tanszék adjunktusa, majd docense lett, ahol jelenleg is, 1999-től kinevezett tanszékvezető egyetemi docensi, 2006-tól tanszékvezető egyetemi tanári beosztásban dolgozik. 1994-ben az új tudományos szisztéma szerint megkapta a PhD fokozatot (Tudományos Minősítő Bizottság), majd habilitált, habilitációs dolgozatának címe: Pszichológiai immunitás: konstruktumok és mérési eljárások. 2005-ben a Magyar Tudományos Akadémia a pszichológiai tudományok habilitált doktorává nyilvánította, ennek nyomán 2006-ban kinevezték az ELTE egyetemi tanárává.
Tudomány- és intézményszervezésből pályájának kezdete óta kivette és kiveszi részét a legkülönbözőbb szinteken, 2011-ig a PPK Pszichológiai Intézetének igazgatói teendőit is ő látta el dékáni, tanszékvezetői, laboratóriumvezetői, s a Központi Pedagogum elnökségi teendői mellett. 2014 óta egyetemi tanár és az ELTE Pszichológiai Doktori Iskola vezetője. Jelentős szerepet tölt be mind a mai napig intézménye (PPK) nemzetközi kapcsolatainak ápolásában, a magyar és nemzetközi szakmai társaságokban.

## Oktatói, kutatói munkája
1973 óta tart előadásokat és gyakorlatokat az alap-, a mester és a szakirányú képzésben, a tanárképzésben és az ELTE Pszichológia Doktori Iskolájában, témavezető a PTE Pszichológia Doktori Iskolájában is. Közel négy évtizedes oktatói pályafutása során 4 új program (személyiségpszichológia, egészségpszichológia, egészségpszichológiai szakképzési program, egészségpszichológiai tanár továbbképzési program) kidolgozásában vett részt és 14 tárgy tematikáját készítette el. 1999 óta az ELTE Személyiség és Egészségpszichológiai Tanszékének vezetőjeként 12 oktató és 6 ösztöndíjas, az oktatásban is részt vevő doktorandusz oktatási munkáját irányítja.
Az ELTE Pszichológiai Doktori Iskola belső alapító tagja, törzstagja, majd vezetője. 1997-ben részt vett a Személyiség és Egészségpszichológiai Doktori Alprogram koncepciójának és két kötelező tárgyának a kimunkálásában, ezeket a tárgyakat a mai napig oktatja. Jelenleg az alprogram vezetőjeként 9 doktorandusz munkáját irányítja és aktívan részt vesz a doktori szigorlatokon és védéseken. Témavezetésének eredményeképp eddig öt hallgató nyert PhD fokozatot, jelenleg 10 doktorandusz hallgatója van, közülük kettőnek témavezetője.
Tanítványai közül eddig többen szereztek OTDK helyezést. 1995 és 2011 között 82 szakdolgozat témavezetését látta el a pszichológia szakon, és kilenc PhD dolgozatot értékelt.
1986-tól egymást követő 5 ciklusban nyert el OTKA támogatást mint témavezető, a 4 OTKA pályázatban 12 munkatárssal dolgozott együtt. Szakcikkekben és nemzetközi konferenciákon tették közzé eredményeiket, ezek száma az 1995 előtti időszakban 45 szakírás, az elmúlt tíz évben 54, ebből 16 könyv (egy angol nyelvű monográfia). Kutatási tevékenysége fókuszában eddigi életpályáján a módszerek fejlesztése, új tesztek konstruálása állt, 12 tesztkönyvet írt és számos teszt adaptálását és standardizálását végezte el.

## Nemzetközi tudományos kapcsolatok és együttműködés
Az elmúlt húsz évben három nagy nemzetközi szakmai társaság (European Association for Research on Adolescence (EARA); Positive Psychology Network (PP Network); European Association of Psychological Assessment) konferenciájának egyik fő szervezője volt (EARA, 1998 Budapest; PP Network, 2002 Washington; (Európai Szekció), ECPA, 2005 Budapest.
Kutatási együttműködést folytatott és folytat a Stockholmi Egyetemmel (Lars Bergman), az Örebrói Egyetemmel (Hakan Stattin), az Adeni Egyetemmel (Hasszan Kasszim) a holland CITO group-pal (Annemarie de Knecht-van Eekelen), Quality of Life Research Center-rel (Csíkszentmihályi Mihály). Az elmúlt húsz évben az érzelem és a személyiséglélektan témakörben nemzetközi együttműködésben végzett kutatásainak eredményeit angol nyelvű és külön kötetben magyar nyelvű monográfiákban 2005-ben jelentette meg. 2009-ben meghívott előadó volt a STAR konferencián Budapesten és a Coping and Resiliency konferencián Cavtatban.
2005-ben megalapította a Pozitív Pszichológiai Laboratóriumot az ELTE Pszichológiai Intézetében, ahol TÁMOP-támogatással, négy doktorandusz közreműködésével a flow elektrofiziológiai markereinek azonosításával foglalkoznak.

## Tudományos munkái (válogatás)

### Magyar nyelven
- A konformizmus-kutatás pszichológiai kérdéseiről; TIT, Bp., 1977 (Pszichológiai előadások)
- Séra László–Oláh Attila–Komlósi Annamária: Általános pszichológia; Tankönyvkiadó, Bp., 1980
- Kérdőíves módszerek a külső-belső kontroll attitűd vizsgálatára; OPI, Bp., 1982 (Pszichológiai tanácsadás a pályaválasztásban)
- Szöveggyűjtemény az általános és a személyiségpszichológiához; szerk. Oláh Attila, Pléh Csaba; Tankönyvkiadó, Bp., 1983
- A Californiai Psyhological Inventory (CPI) rövidített változatának ismertetése; OPI, Bp., 1985 (Pszichológiai tanácsadás a pályaválasztásban)
- Séra László–Oláh Attila–Komlósi Annamária: Általános pszichológia az óvónői szakközépiskola II. osztálya számára; 5. átdolg. kiad.; Tankönyvkiadó, Bp., 1990
- Fejezetek a pszichológia alapterületeiből; szerk. Oláh Attila, Bugán Antal; ELTE Eötvös, Bp., 2000
- Pléh C, László J, OLÁH A (szerk.) (2001). Tanulás, kezdeményezés, alkotás : Barkóczi Ilona 75. születésnapjára. Budapest, ELTE Eötvös Kiadó. 481 p. ISBN 963-463-474-5
- Oláh Attila (2005). Érzelmek, megküzdés és optimális élmény : belső világunk megismerésének módszerei. Budapest, Trefort Kiadó. 224 p. ISBN 9634463487
- Az optimális élmény mérésének lehetőségei: egy új szituáció-specifikus Flow kérdőív tesztkönyve; HI Press, Bp., 2005
- SZEMIQ. Képes fél-projektív teszt a szociális és érzelmi intelligencia mérésére; HI Press, Bp., 2005
- Demetrovics Zs, Kökönyei Gy, OLÁH A (szerk.) (2007). Személyiséglélektantól az egészségpszichológiáig : tanulmányok Kulcsár Zsuzsanna tiszteletére. Budapest: Trefort Kiadó.
- Egészségpszichológia a gyakorlatban; szerk. Kállai János, Varga József, Oláh Attila; Medicina, Bp., 2007
- Vázlatok a személyiségről. A személyiség-lélektan alapvető irányzatainak tükrében; szerk. Gyöngyösiné Kiss Enikő, Oláh Attila; ÚMK, Bp., 2007
- Személyiséglélektantól az egészségpszichológiáig. Tanulmányok Kulcsár Zsuzsanna tiszteletére; szerk. Demetrovics Zsolt, Kökönyei Gyöngyi, Oláh Attila; Trefort, Bp., 2007
- Czigler István, OLÁH Attila: Találkozás a pszichológiával (2007). Budapest, Osiris tankönyvek. 356 p. ISBN 9789633899212
- Nagy H, OLÁH A, G. Tóth K.(2009). Az érzelmi intelligencia mérésének néhány problémája, a fejlődési kritérium tesztelése. Pszichológia, 29:(2) pp. 165–186.
- OLÁH A, Soltész, P., Nagy, H., Mózes, T., Bimbó, M., Mészáros, V. (2010). Kísérlet a flow és antiflow élményállapotok speciális agyi kompetenseinek detektálására. In: MPT (szerk.) MPT 2010 évi Nagygyűlés. Pécs, Magyarország, 2010.05.27-2010.05.29. (Magyar Pszichológiai Társaság) Pécs: MPT, p. 142.
- Oláh Attila (2010). Az empirikus kreativitáskutatás hazai hagyományai. Magyar Pszichológiai Szemle, 65:(2) pp. 189–198.
- Intézményfejlesztési terv, 2011-2013. Pedagógiai és Pszichológiai Kar; összeáll. Oláh Attila; ELTE Eötvös, Bp., 2011
- A pozitív pszichológia világa; szerk. Oláh Attila; Akadémiai, Bp., 2012 (Pszichológiai szemle könyvtár)
- És volt nála egy balta is...; HVG Könyvek, Bp., 2015 (Feldmár-történetek)

### Angol nyelven
- Oláh Attila (1980). A study of personality-dynamic bacground of conforming behavior. In: Hunyady György, Kardos Lajos, Pléh Csaba (szerk.) Attitudes, interaction and personality. Budapest, Akadémiai Kiadó. pp. 10–15.
- Oláh Attila (1995). Coping strategies among adolescents: a cross cultural study. Journal of Adolescence 18:(4) pp. 491–512.
- Oláh Attila (2004). Psychological Immunity : A New Concept in Coping with Stress. Applied Psychology in Hungary V: pp. 149–191.
- Oláh Attila (2005). Anxiety, coping, and flow : empirical studies in interactional perspective. Budapest, Trefort, 2005. 271 p. ISBN 963-446-349-5
- Urbán R, Kugler Gy., OLÁH A., Szilágyi Zs.(2006). Smoking and education: Do psychosocial variables explain the relationship between education and smoking behaviour? Nicotine & Tobacco Research, 8:(4) pp. 565–573.
- Oláh Attila (2009). Psychological Immune System.: A model for human beings' psychic apparatus of stress managing. In: Oláh A és társai (szerk.) 30th Stress and Anxiety Research Society Conference. Budapest, Magyarország, 2009.07.16-2009.07.18. Budapest: p. 69.
- OLÁH A, Nagy, H., G. Tóth, K. (2010) Life expectancy and psychological immune competence in different cultures. Empirical Text and Culture Research 4: pp. 102–108.
- Flow, emotional intelligence and psychological immunity. Empirical studies in positive psychological perspective; szerk. Oláh Attila, Nagy Henriett; ELTE Eötvös, Bp., 2014

## Szerkesztőbizottsági tagság
- Magyar Pszichológiai Szemle
- Alkalmazott Pszichológia

## Hazai és nemzetközi kutatási ösztöndíjak

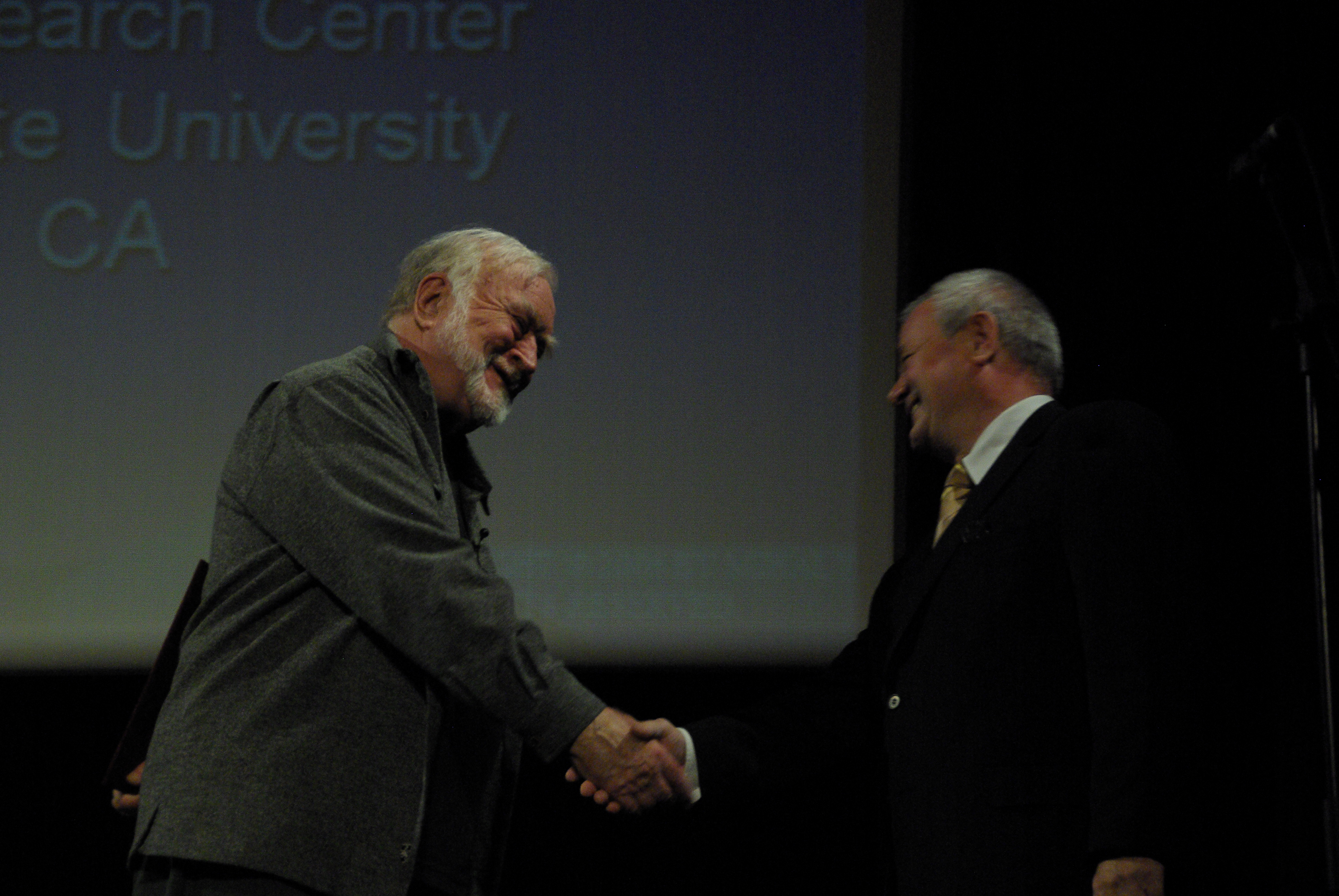
Csíkszentmihályi Mihály (balról) és Oláh Attila MPT elnök (jobbról) kézfogása.
A MPT tiszteletbeli tagjává választotta Csíkszentmihályit (2009)

- Tudományos Továbbképzési Ösztöndíj (1973-1975) ELTE
- Országos Ösztöndíj Tanács (1977), Svédország
- Országos Ösztöndíj Tanács (1992), Svédország
- Svéd Intézet Ösztöndíja (1994)
- Széchenyi Professzori Ösztöndíj (1997-2001)

## Társasági tagság (válogatás)
- Magyar Pszichológiai Társaság aktív tagja 1973-tól, elnöke 2007 óta
- Positive Psychology Network (PP Network)
- European Association of Personality Psychology
- European Association for Research on Adolescence (EARA)

## Díjak, elismerések (válogatás)
- Ranschburg-emlékérem (2006)
- A Magyar Érdemrend tisztikeresztje (2015)[4]